# Chapelle de l'Hôpital Laënnec
Chapelle de l'Hôpital Laënnec är ett kapell i Paris. Kapellet är beläget i Hôpital Laënnec vid Rue de Sèvres i Quartier Saint-Thomas-d'Aquin i 7:e arrondissementet. Kapellet ritades i barockstil och konsekrerades år 1640.

## Omgivningar
- Jardin Catherine-Labouré

## Bilder
| - Hôpital Laënnec. - Jardin Catherine-Labouré. |

## Kommunikationer
- Tunnelbana – linje  – Vaneau
- Busshållplats Vaneau – Saint-Romain – Paris bussnät, linjerna 70 86

### Webbkällor
- Gignoux, Sabine (16 september 2016). ”Journées du patrimoine à la chapelle de l’hôpital Laënnec” (på franska). La Croix. Arkiverad från originalet den 8 maj 2021. https://archive.md/8YB5m. Läst 8 maj 2021.